# IC Markets
IC Markets е австралийска борсова брокерска фирма за търговия на дребно със седалище в Сидни, осъществяваща дейността си онлайн и работеща с договори за разлика, която търгува с деривативни финансови инструменти. IC Markets се специализира на CFD форекс пазари, индекси, суровинни стоки, ценни книжа и фондовите борси в Азия, Латинска Америка, страни от Близкия Изток, Австралия и Европа.

## История
Операторът IC Markets е основан през 2007 г. в Сидни, Австралия от предприемача Андрю Будзински. През 2009 г. Австралийската комисия по ценни книжа и инвестиции издаде лиценз на IC Markets под номер 335692 от Комисията за финансов надзор в Австралия.
През 2015 г. IC Markets обяви, че ще покрие отрицателно салдо след резкия срив на швейцарския франк, който се случи на 15 януари 2015 г.
През септември 2017 г. IC Markets обяви рекордни обеми на търговия за август на обща стойност 343 милиарда щатски долара. През същата година IC Markets въведе 4 криптовалути в гамата си от валути.
През юни 2018 г. IC Markets обяви рекорден среден дневен обем от 19,4 милиарда щатски долара през май и общ среден месечен обем от 447 милиарда щатски долара. Среднодневният обем от 19,4 милиарда щатски долара през май показва 24% увеличение в сравнение с първото тримесечие на 2018 г., когато средният обем е 15,6 милиарда щатски долара. Средният месечен обем през май от 447 млрд. долара представлява 30% увеличение (увеличение с над 100 млрд. долара) в сравнение с 343 млрд. долара, отчетени през август 2017 г. През октомври 2018 г. компанията обяви, че е получила лиценз от Кипър.
През декември 2019 г. Ник Твидал е назначен за главен изпълнителен директор.

## Операции
IC Markets е със седалище в Сидни, Австралия, и предприятията му са регистрирани на Сейшелите, Бахамите и Кипър.

### Платформи и търговия от мобилни устройства
IC Markets предлага да извършва дейността си на платформи MetaTrader, а также Ctrader и поддържа инструменти, които работят през интернет, в автономен режим на компютър и мобилни устройства.

### Криптовалути
През 2017 г. IC Markets пусна крипто CFD в Bitcoin (биткойн), Bitcoin Cash (монети от биткойн), Ethereum (етериум), Dash (даш), Litecoin (лайткойн), Ripple (рипл), EOS (еос), Emercoin (емеркойн), Namecoin (неймкойн) и PeerCoin (пиркойн).

### Индекси
Фондовите индекси, обхванати от CFD оператор на IC Markets, включват следното: S&P 500, индекс Дау Джонс за акциите на промишлени компании, индекс FTSE и австралийски индекс S&P 200.

### Стоки
IC Markets предлага CFD за следните стоки: благородни метали, селскостопански суровинни стоки и енергийни ресурси, включително суров петрол сорт WTI, Брент и природен газ.

### Регулиране
IC Markets се контролира от Кипърската комисия по ценни книжа и борси в ЕС. Той е упълномощен да извършва своята дейност от Службата за финансов надзор на Сейшелските острови, Бюро за стандарти на Бахамите и Комисия по ценни книжа и инвестиции в Австралия.